# Gustav Klimt
Gustav Klimt (Bécs-Baumgarten, 1862. július 14. – Bécs-Neubau, 1918. február 6.) osztrák festőművész, a szecessziós stílus egyik legismertebb képviselője.

## Életútja

### Az első lépések

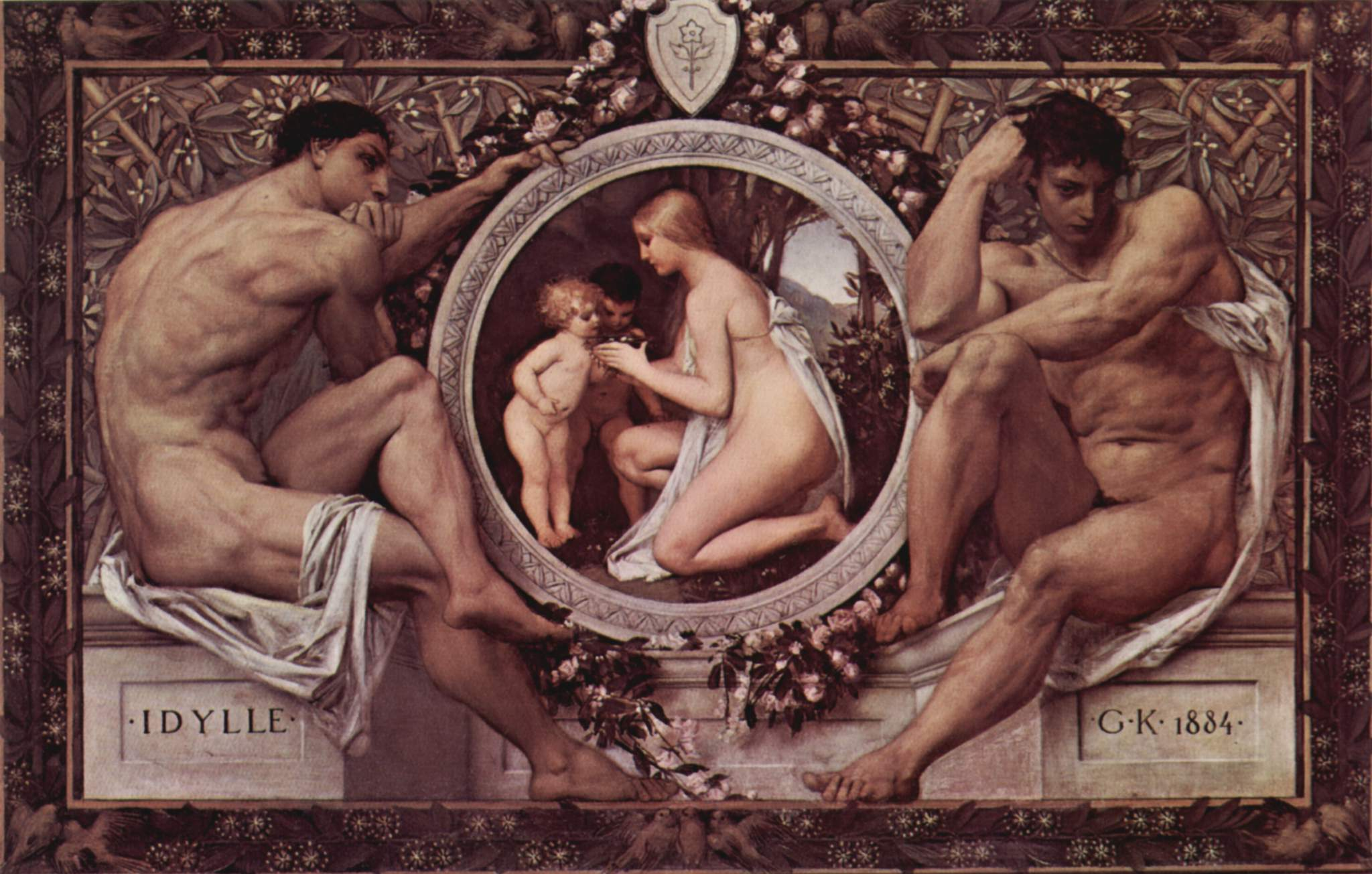
Idill (1884)

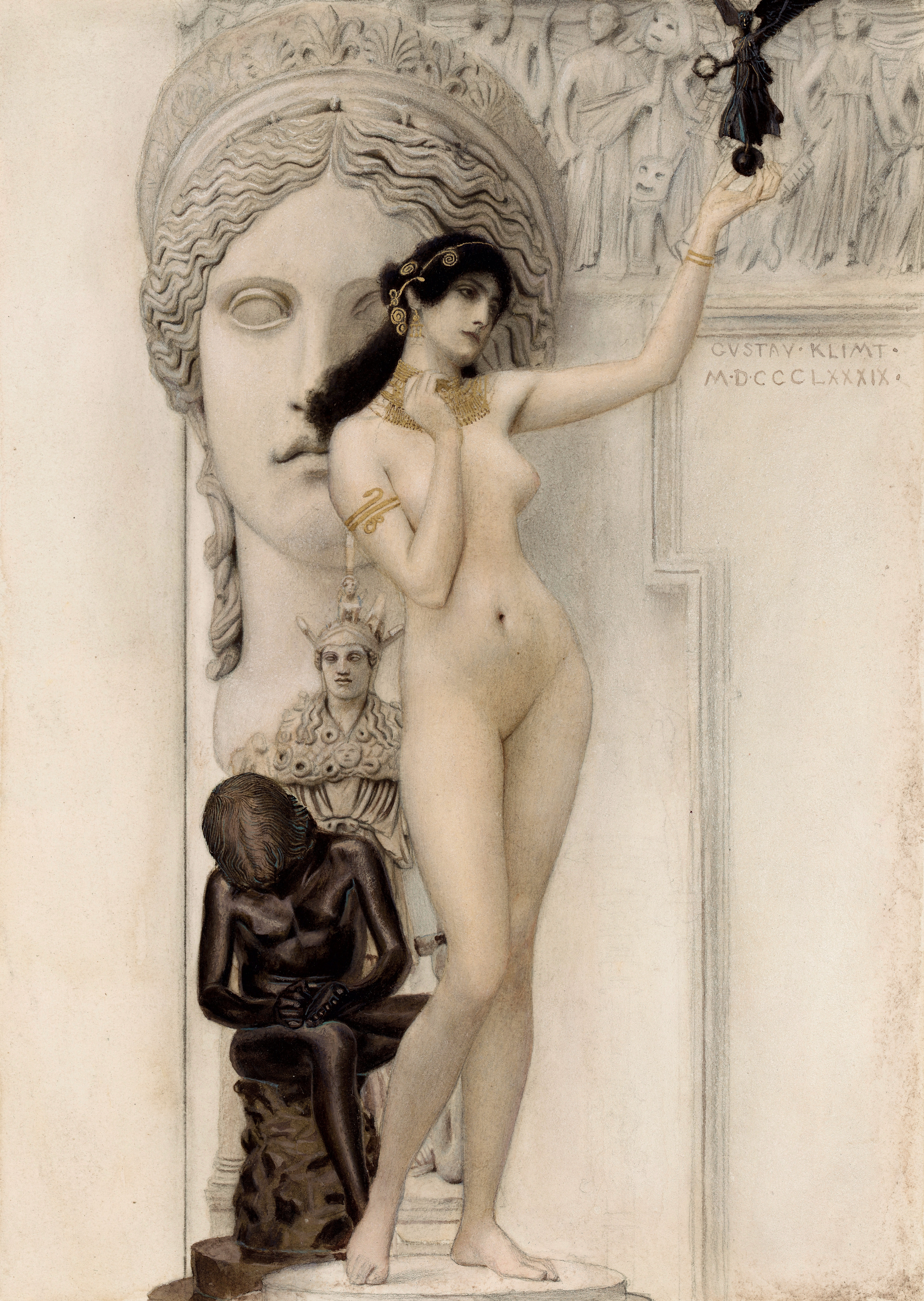
A szobrászat allegóriája (1889)

Gustav Klimt 1862-ben, egy Bécs környéki faluban, hétgyermekes család sarjaként született. Apja aranyműves volt, cseh származású. Szülei 14 évesen beíratták az Osztrák Császári és Királyi Iparművészeti Iskolába, így 1876 és 1883 között ott folytatta tanulmányait. Az iskola a kontinens első modern polgári intézménye volt. A díszelemek rajzolását plasztikus és síkornamensek vagy iparművészeti tárgyak alapján, az alakokét gipszmásolatok és mintarajzok segítségével gyakorolták. Klimt öccsei szintén ebbe az iskolába jártak, Georg szobrász és ötvös lett, jó néhány keretet tervezett fivére festményeihez.
Első jelentős művészi kezdeményezése az 1879-ben Ernst öccsével és Franz Matsch-csal megalapított Künstlerkompagnie (Művészkompánia) csoport volt. A csoport főként épületek díszítésére szakosodott, és még abban az évben részt vettek Ferenc József trónra lépésének harmincadik évfordulójából rendezett ünnepség dekorációjának elkészítésében. 1880-ban pedig a karlsbadi fürdőház mennyezetének freskóit készítik el, ezen munkák már számottevő hírnevet szereztek számukra. Korai alkotásai, mint a Mese vagy az Idill már sokat ígérő tehetségét mutatják, azonban ezek a képek még követték az iskolai képzés által elvárt akadémiai stílust.
Apja és Ernst öccse 1892-ben meghalt és Klimt depresszív hangulatúvá vált, ami festészetében is többször visszatért. Ettől kezdve a család eltartása is reá hárult. Az 1890-es években ismerkedett meg Emilie Flögével és dacára annak, hogy Klimt később más nőkkel is viszonyba került, élete végéig jóban maradtak. Klimt különböző kapcsolataiból legalább 14 gyermek született, de a gyermekek közül csak hármat ismert el hivatalosan: kettő Marie Zimmermanntól és egy Maria Ucickytól (csehül Učicka) született. 1893-ban Magyarországon járt.

### A szecesszió
Klimt művészetében 1896-tól átalakulás figyelhető meg, a nőalakok kibontott hajjal, kihívóan szerepelnek a korábbi szemérmes és allegorikus ábrázolásmódtól eltérően. Klimt önálló utakat keres, viszonya Franz Matsch-csal megváltozik. 1897-ben kilépett a Künsterhausból és néhány társával megalapította a „Vereinigung bildender Künstler Österreichs Sezession” nevű egyesületet („osztrák szecessziós képzőművészek egyesülete”), amelynek 1899-ig a képviselője volt.
1898-ban az új mozgalom festői két kiállítást is rendeztek és ezzel azonnal a bécsi köztudat és közbeszéd középpontjába kerültek. A siker nyomán saját székházba költöznek, melyre a mozgalom jelszava kerül: „A kornak a maga művészetét, a művészetnek a maga szabadságát”. A mozgalom ismerteti meg a bécsi közönséggel a francia impresszionizmust, és a belga modernek művészetét. Klimt a Secession mozgalom jelképes vezetőjévé válik. Azonban a konzervatív körök nem fogadták el az új, modern irányzatot és Klimt karrierjét innentől hangos botrányok is kísérték.

### Botrányok

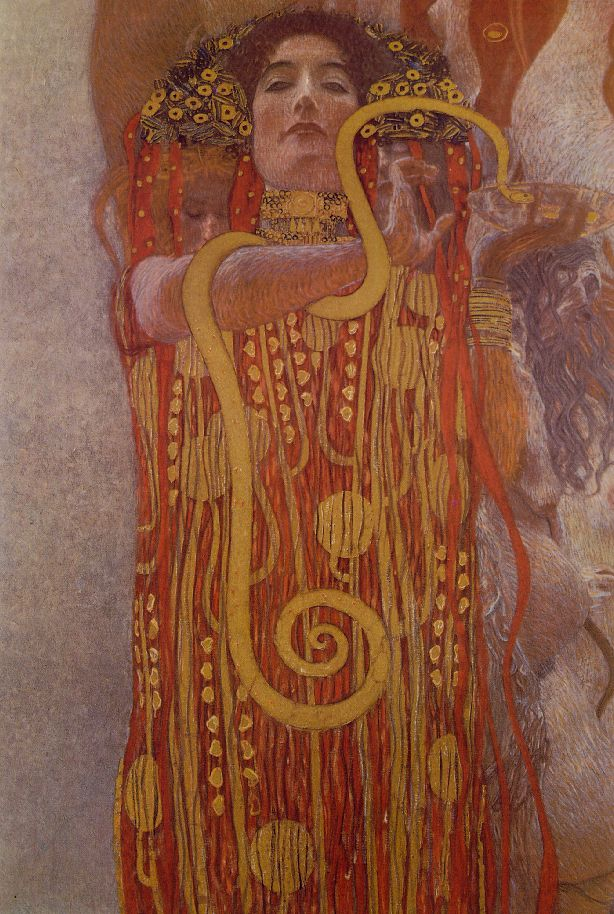
Részlet az Orvostudomány című képből (1900-1910)

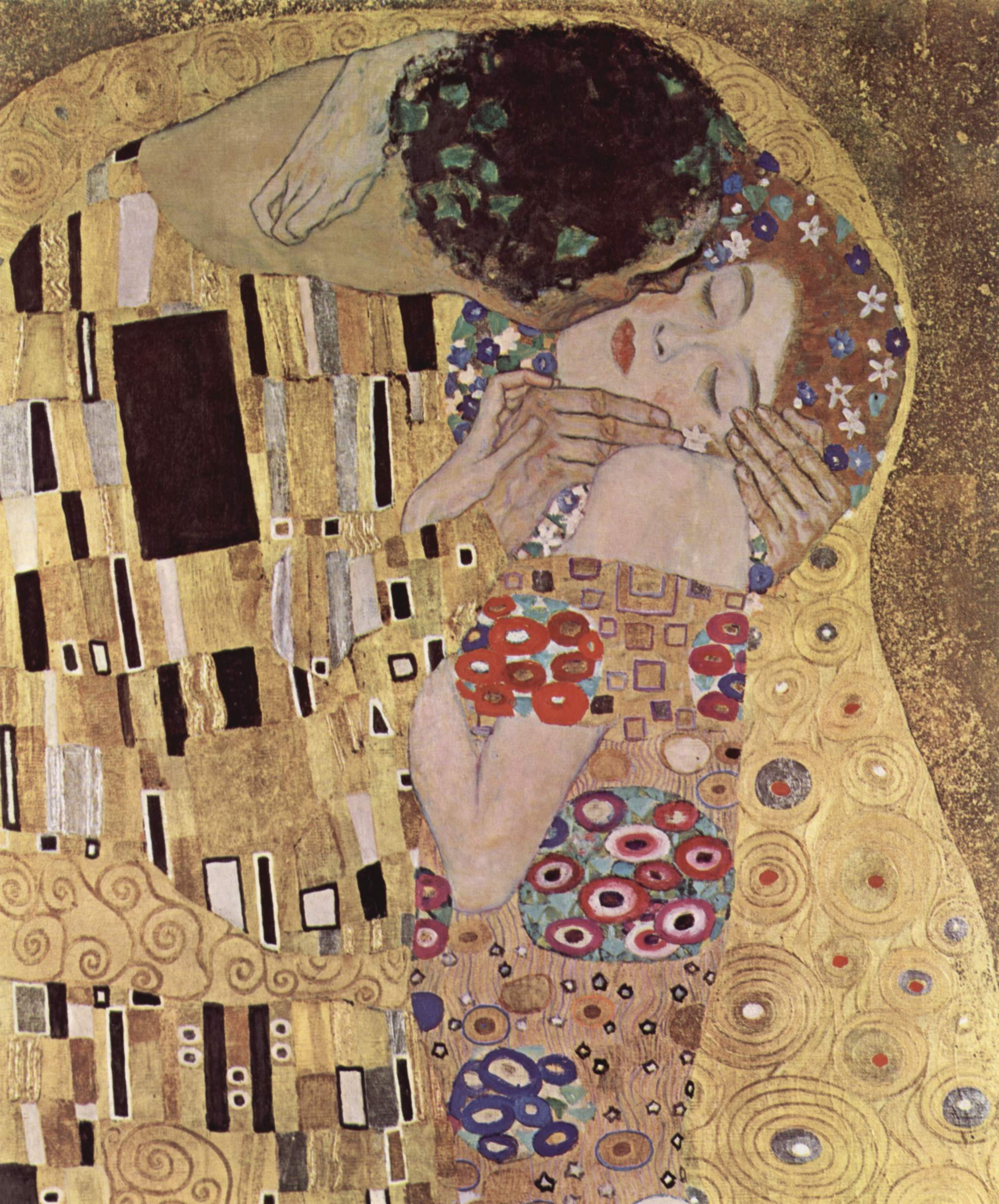
Csók, (részlet) (1907-1908)

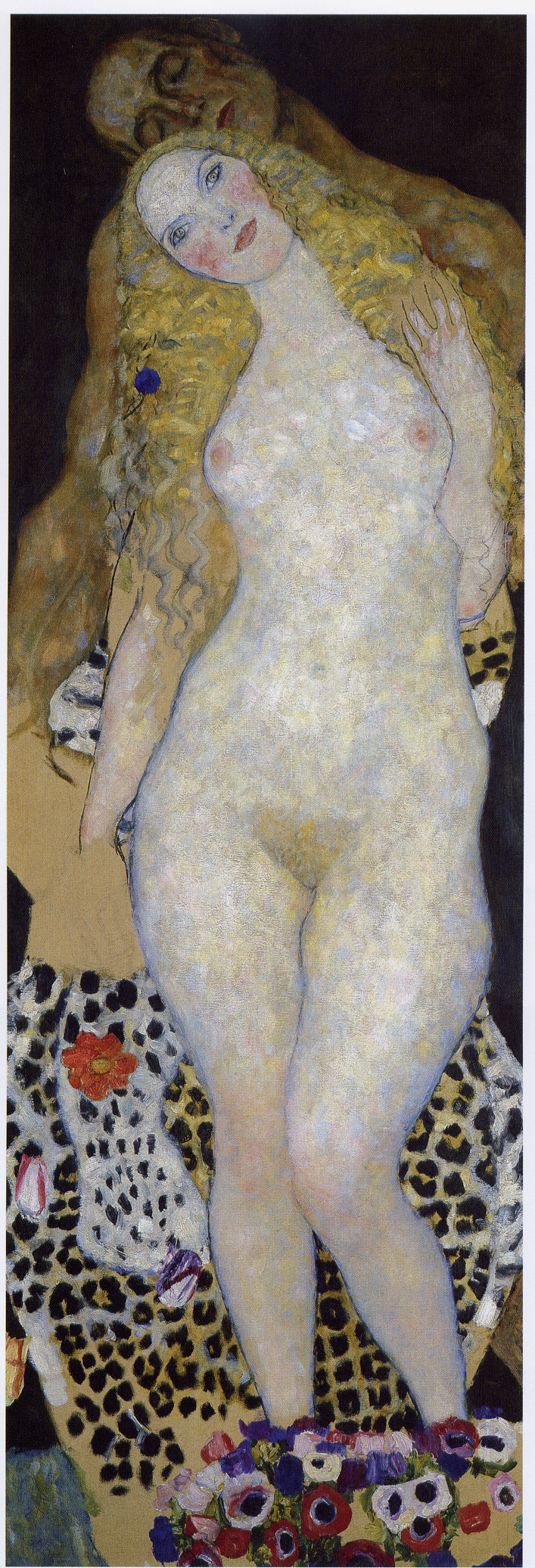
Ádám és Éva (1917-1918) (Klimt egyik utolsó képe)

1894-ben a bécsi egyetem egy freskósorozatra adott megbízást a festőnek. A képeknek a filozófia, az orvostudomány és az igazságszolgáltatás allegorikus alakjait kellett ábrázolniuk, a megbízás szerint. Klimt több évig dolgozott a festményeken, ám amikor bemutatta az elkészült vázlatokat, az egyetem visszavonta a megrendelést és a már kifizetett előleg visszafizetésére kötelezte a festőt.
Ezután Klimt visszavonult a Secession mozgalomból, Berlinbe utazott, ahol részt vett a Német Művészek Szövetsége által rendezett kiállításon. 15 képét mutatták be és elnyerte a "Villa Romana" díjat.
1906-ban megalakult az Osztrák Képzőművész Szövetség, amelynek 1912-ben ő lett az elnöke. 1910-ben részt vett a velencei biennálén, 1911-ben nyolc képével pedig a római Nemzetközi Művészeti Kiállításon, ahol az Élet és a halál című képével első díjat nyert. 1913-ban Münchenben, Budapesten és Mannheimben is volt kiállítása.
1917-ben a miniszter négyszer is elutasította kinevezését rendes tanárrá, ugyanakkor a Bécsi Képzőművészeti Akadémia tiszteletbeli tagjává választotta.
Egy agyvérzés félig lebénította, nem sokkal később 1918. február 6-án hunyt el tüdőgyulladásban. A hietzingi temetőben helyezték örök nyugalomra. Számos festménye befejezetlen maradt.

### Öröksége
Klimt festményei napjainkban komoly összegekért cserélnek gazdát. 2003 novemberében Landhaus am Attersee képe 29 128 000 dollárért kelt el. 2006-ban pedig – megdöntve Picasso rekordját – Klimt Adele Bloch-Bauer I képét 135 millió dollárért vette meg a Neue Galerie New York. A képek felértékelődése komoly peres ügyekhez is vezetett, ugyanis számos kép korábban ausztriai zsidó családok tulajdonában volt - nem egyszer ők voltak a megrendelők vagy mecénások -, amit a nácik lefoglaltak. Az elmúlt években több jogos örökös kapta vissza így festményét.
2012-ben, születésének 150. évfordulójára Bécsben több kiállítással emlékeztek meg a művészről, ugyanilyen célból pedig július 14-én a Google cég egy speciális emléklogót, úgynevezett google doodle-t készített neki.

## Művészete, művei
Klimt korai művein jól látható, hogy a szigorú, művészettörténeti példaképekhez és mintákhoz igazodó képzés, valamint az elmélyült, sokoldalú technikai tudás teremtette meg a későbbi fejlődés alapját.

### A kezdetek
1886 és 1892 között testvérével, Ernsttel és Franz Matsch-csal létrehozták a „Maler-Compagnie”-t, amelynek keretén belül a következő műveket alkották:
- Burgtheater (1888): A díszes lépcsők (a jobb oldali a „Kaiserstiege”, azaz császári lépcső, melyet eredetileg csak a császár használhatott, a másik az „Erzherzogstiege”, amely a többi Habsburgnak volt fenntartva) fölötti mennyezet olajfestményei Gustav Klimt, Ernst Klimt és Franz Matsch alkotásai. Az egyik képen, amely Molière Képzelt beteg című darabjának egyik jelenetét ábrázolja, a három művész magát is megörökítette. A Burgtheater nézőterének készítése során a 19. századi polgárság szellemének és ízlésének megfelelő portrét kellett készítenie a közönségről. Bécs város tanácsa bízta meg, hogy fessen képet a lebontásra szánt színház nézőteréről. A festmény nemcsak a belső teret ábrázolja fényképszerű hűséggel, de Bécs előkelő társadalmát is. Ennek köszönhette Klimt (a császári díj odaítélésével) hírneve megalapozását. A portrétanulmányokhoz gyakran használt fotográfiát, de a kollektív arcképen önmaga reprezentánsaként lép elénk a közönség. A képen megörökített emberek magukra akartak ismerni: ez volt a kép funkciója.
- A Művészettörténeti Múzeum (Kunsthistorisches Museum) lépcsőháza (1890-1891) : A múzeum homlokzatát díszítő plasztikák, akárcsak a freskóciklusok a kulturális haladás diadalmenetét jelenítették meg, dicsőítve a történeti fejlődés kiemelkedő szakaszait.

### További alkotásai
- Globe Színház, London
- Dionüszosz oltára
- Taorminai színház
- Vénusz oltára

### Falfestmények

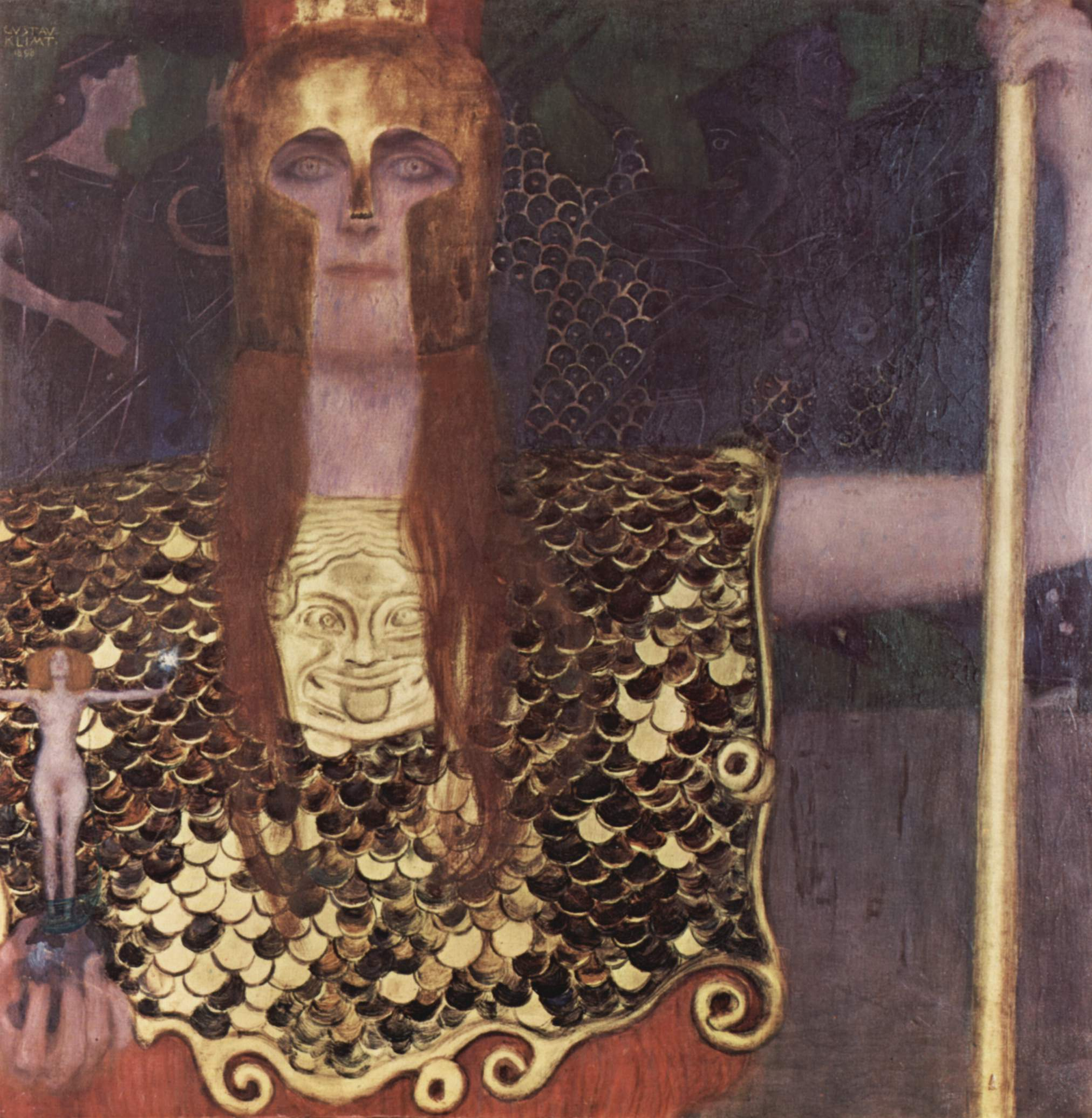
Pallas Athéné, 1898

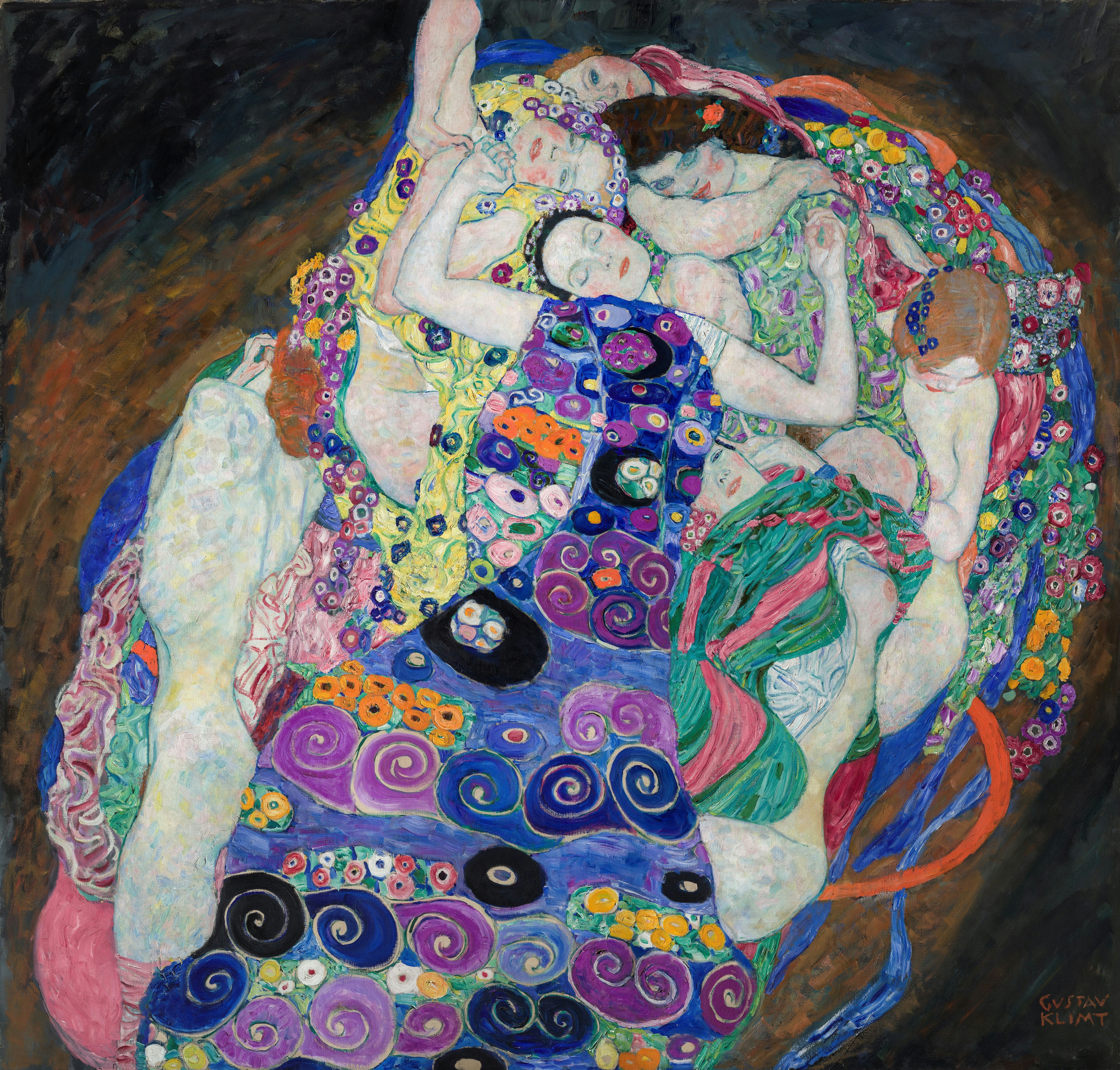
Szüzek (Národni Galerie, Prága)

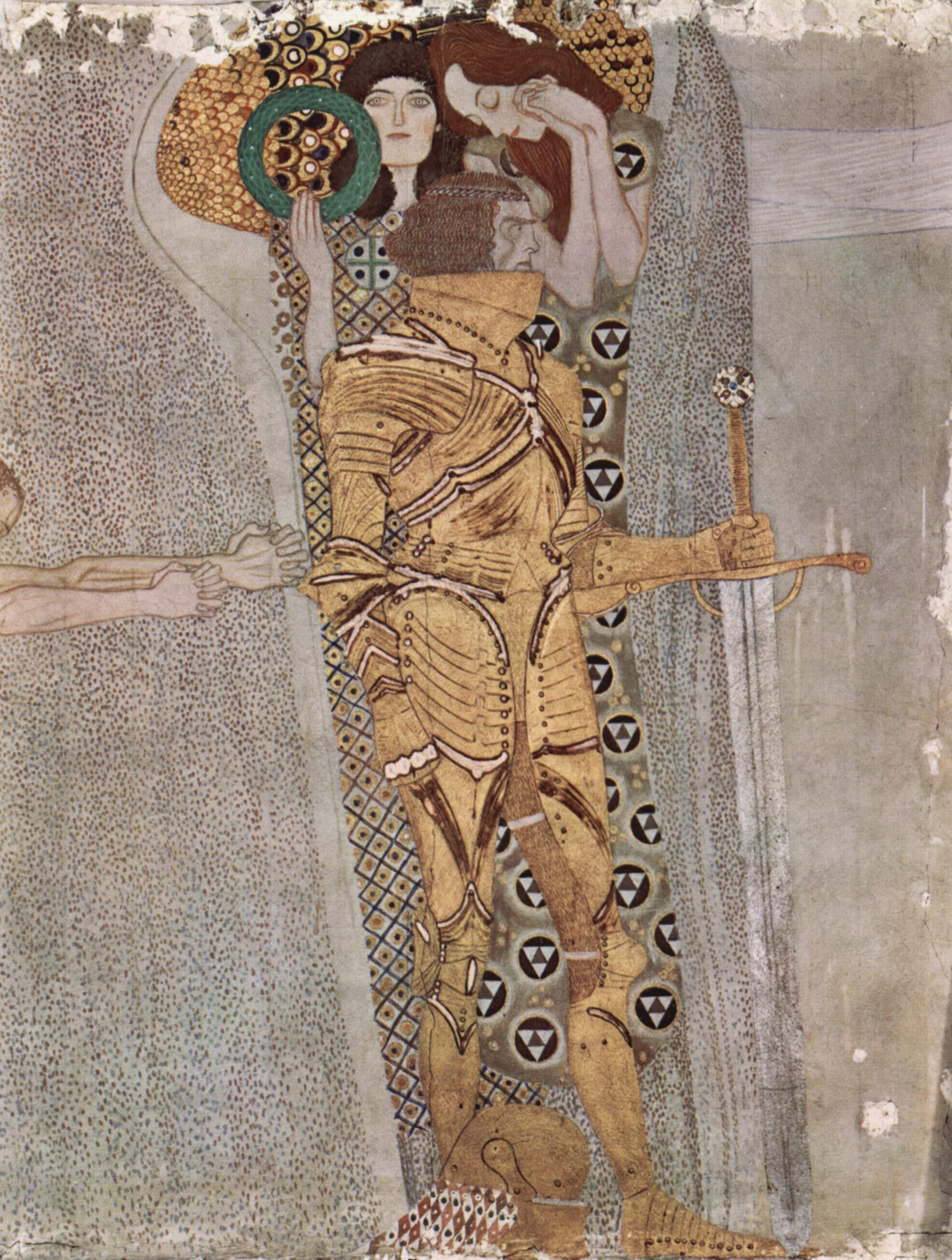
Beethoven fríz (részlet), 1902

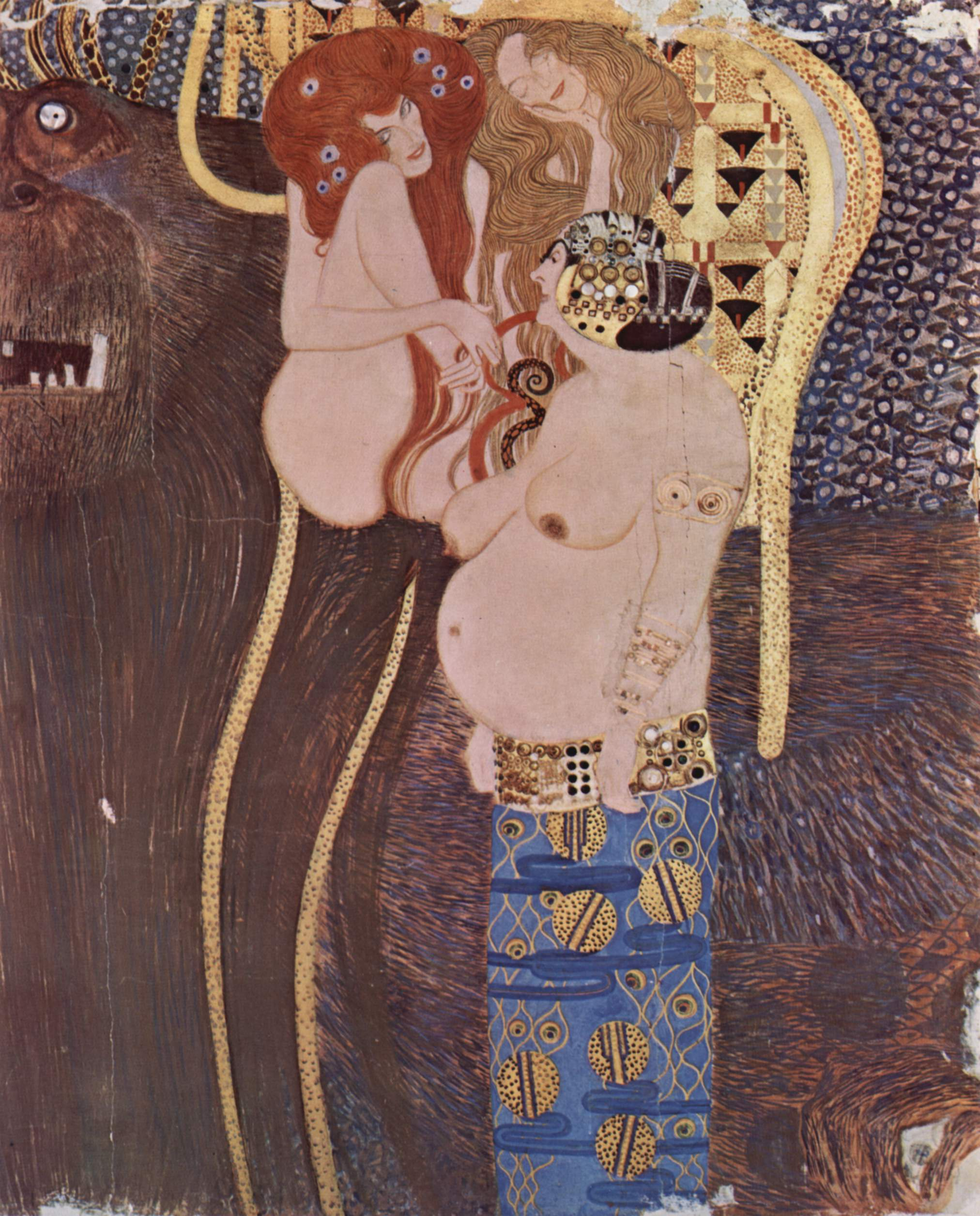
Beethoven fríz (részlet), 1902

Ezek zsánerszerű történelmi képek (Historienbilder), amelyek élethű és történelmileg pontos részletek sokasága révén jelenítették meg a múltat.
- Egyiptomi művészet
- Görög antikvitás
- Olasz reneszánsz
- Római és velencei quattrocento
- Idill
- Fabula (1883)
- A szobrászat allegóriája (1889)
- A zene I. (1895)
- Szerelem (1895): Első képe, melyben a kettősség megjelenik. Egy egyszerű zsánerképet jelenít meg furcsa álomvilágba burkolva. A szobalány megesését ábrázolja. Fölül jelennek meg azok a figurák, melyek a mulandóságot jelképezik: betegség, halál, őrület. Látomásokként fogalmazza meg őket. Ezek a figurák a zsánerképet kozmologikus emberiség-ábrázolássá tágítják ki. A Szerelem széles, festett kerete formai feszültséget teremt az üres tér és a sűrű képfelület között: rajta keresztül pillantjuk meg a voltaképpeni festményt. Az allegorikus mellékalakok néző módjára figyelik a színpadon álló szerelmespárt.
- Schubert a zongoránál (1899): Magánrendelésre készült, egy gyáriparos bízta meg palotája három szobájának belső dekorációjával. Ide készült ez az úgynevezett sopraporta (ajtó fölötti fa burkolatba foglalt kép). A gyertyafényekkel létrehozott effektus impresszionista jelleget kölcsönöz a képnek, egyedül a hűen megfestett Schubert portré áll – a historikai realizmus utolsó maradványaként – ellentmondásban az impresszionista fénykezeléssel.

A 19. és a 20. század fordulóján újjáéledt a mítoszok szerepe, fontos lett az oktatásban is. Ám a régebbi korokhoz képest átalakult a figurák szerepe és jelentéstartalma. Több emberi tulajdonsággal ruházták fel az isteneket. Még a pszichológiára is kihatott a mítoszok újjáéledése: például Sigmund Freud sok betegség leírásához az antik figurákhoz fordul.
- Pallasz Athéné (1898): A korban oly divatos femme fatale-t ábrázolja Pallasz Athéné formájában. Ebben a korban a női emancipáció igen elterjedőben volt, és emiatt jött divatba az ilyen nőtípus. A nőt negatív színben tüntették fel. A kép kerete domborított rézből készült, melyet bátyja csinált Klimtnek. A kép formája négyzet, mely később fontossá válik Klimt művészetében. A bölcsesség allegóriája kemény, férfias, félelmetes. Kompozíciója aszimmetrikus. Közeli kivágást alkalmaz, egy kicsit alulnézetből ábrázol. A nő titokzatosságát a maszk hangsúlyozza, itt kezdődik el az a toposz, ami a nőt titkok tartójának véli felfedezni. A kezében nem egy Niké szobrot tart, hanem egy élni látszó Meztelen Igazságot. Másik kezében fáklya van. Orans tartása imádkozására enged következtetni.
- Nuda Veritas (1899)
- Judit I. (1901): Az első Judit témájú képe. Ekkoriban elterjedt volt Judit témája, Oscar Wilde és Moreau is foglalkozott vele. Kéjvágyó és erotikus nő. Női petesejtet ábrázoló lepelbe van burkolva. Itt is alkalmazza a közeli kivágást és az enyhe alulnézetet. Modellje egy zsidó asszony volt. Hevült szexuális töltést lehet felfedezni, ahogy a nő a levágott fejbe ujjait mereszti. A díszítőmotívumok miatt úgy tűnik, mintha Judit feje is le lenne vágva.
- Judit II. (1909): Sokan Saloménak is hívják, mely egyfajta elfojtási aktusra vezethető vissza. Judit Salométól eltérően saját kezével oltotta ki a férfi életét. Görcsösebb nő. Kezei olyanok, mint egy macskakarom, oroszlán, ragadozó. A női és a férfi ivarsejteket lehet felfedezni ruháján.
- Fakultás-képek (1900): Vászonra festette őket a bécsi egyetem számára. Csak az Orvostudomány maradt fenn, a Filozófiát és a Jogtudományt az immendorfi kastéllyal együtt 1945-ben az SS-csapatok felgyújtották. 1894-ben az oktatásügyi minisztérium azzal bízta meg Klimtet, hogy készítsen mennyezetfreskókat az új egyetem aulájába: a fakultások (vagyis az egyes tanszékek) allegóriáit. Már a tervek is éveken át tartó, nyilvános vitát váltottak ki. A téma „a fény győzelme a sötétség felett” a racionális tudományok és társadalmi hasznosságuk apoteózisát, igazolását és dicsőítését óhajtotta kifejezni. Ám a három képen, amellyel megbízták, Klimt határozottan megtagadta a racionális világszemléletet.

Salomé

- A filozófia: Bal oldalt az emberi folyam látszik, melyben végigvonulunk a születéstől a halálig. Hatása felfelé emelkedő, ez a felfelé emelkedés több képén is vissza fog térni. Jobb oldalt a világ rejtélyes arca látszik. Inkább egy női figura ez. Alul egy korabeli hölgyet lehet felfedezni. Az emberiség folyamként való felfogása Schopenhauer filozófiájára utal: minden ember egy biológiai folyam része. Klimt eredetileg egy körforgást akart. A kép felháborodást keltett 77 professzorban, akik követelték, hogy a művet semmisítsék meg. Csak 12 professzor állt ki a kép mellett.
- Az orvostudomány: Itt is jelen van az élő folyam. Megjelenik benne a születés, az öröm, a szenvedés, az extázis, mely egészen a halálig vezet el bennünket. Hügieia, a gyógyítás istennője felénk fordul, de nem pozitív erőként jelenik meg, inkább az orvostudomány tehetetlenségét lehet benne felfedezni.
- A jogtudomány (1904): Nekünk háttal, alulnézetből egy teljesen kiszolgáltatott, bűnös figura áll. Fent vannak az igazság, a törvény és jog istennői. A Jogtudomány sem áldásos társadalmi intézményként mutatja be az igazságszolgáltatást, hanem drasztikus szexuális ambíciókkal telített, büntető és bosszúálló hatalomként. A figurát körülfogja egy polip. Több pszichológus azt állítja, hogy a polip az oresztészi anyagyilkosság jelképe, melyben a férfi fél a kasztrációtól.

Klimt az őt ért támadásokat igencsak megszenvedte, válaszképpen a kritikusoknak más képeket festett.
- Vízsodrás (1898)
- Sellők (1899): A nők mint gonosz madárszerű élőlények jelennek meg.
- Aranyhalak (1901-1902): A kép a kritikusainak készült. Az előtérben levő női alak a nézőre mereszti hatalmas fenekét és kihívóan néz át válla fölött.
- Vízikígyók I. (1904)
- Vízikígyók II. (1902)
- Beethoven-fríz (1902): Jellegzetes provizórikus alkotás. A szecesszió-házba készült, középpontjában egy Max Klinger szobor áll. A szobor Beethovent mint lángészt mutatja be. „Ha valaha is volt példa a kollektív nárcizmusra, az ez volt: művészek (a szecesszió művészei) dicsőítettek egy művészt (Klinger), aki maga is a művészet egyik héroszát (Beethovent) dicsőíti.” Klimt festménye is ezt az épületet díszítette, olyan dekorációnak szánták, amely a vezéreszmét kívánta szemléltetni és érthetővé tenni. A képek Beethoven 9. szimfóniájának hatására készültek. A megfelelő effektusok érdekében tapétaszöget, tükördarabokat, gombokat és csiszolt üvegbizsut is felhasznált. Központi témája a gyenge emberiség megváltása a művészet és a szerelem által. Jelenetei:
  - A boldogság iránti vágyakozás: Ez a nyitójelenet
  - A gyenge emberiség szenvedései
  - Könyörgései a felvértezett hőshöz
  - Boldogság iránti vágyakozás enyhet lel a költészetben
  - A művészetek átvezetnek bennünket ama eszményi birodalomba, ahol egyedül lelhetünk tiszta örömre és tiszta boldogságra
  - A mennyei angyalok kórusa: A zárójelenetben nem az emberiség megváltását látjuk, hanem csak a hősét. E hős pedig nem aktív felszabadító, hanem szenvedő alak maga is: a férfi nem hozza a megváltást, hanem keresi. A kép középpontjában egy pár áll, a hős levetette páncélját és egy nőt ölel át. A hátulnézetből ábrázolt akt férfiassága szinte teljesen betakarja a nőt, s mivel ennek arca sem látható, mindkettőjük egyénisége rejtve marad a néző elől. A pár lába köré kék fonalak szövedéke tekeredik, mint valami bilincs.
  - Ellenséges hatalmak: A gigász, lányai a 3 Gorgó és Kéjelgés, Paráznaság és Mértéktelenség. A sorozat legerősebb darabja. Az ellenséges hatalmak, akinek ellent kell állni, valamennyien nőneműek, kivéve a fenyegetőnek ható szörnyet, Typhoeust. A nők ábrázolása rút, taszító, agresszív, szexualitásuk csak fenyegető mivoltukat érzékelteti. A nő féktelen, zabolátlan ösztön-természetének az allegóriái ők. A jól felvértezett hős, akit tiszta és erényes nők indítottak útnak, azzal jut közelebb saját megváltásához, hogy eltaszítja magától a női ösztöntermészetet. Agresszív és fenyegető oldalait a nőre vetíti és terheli át.

### Tájképek

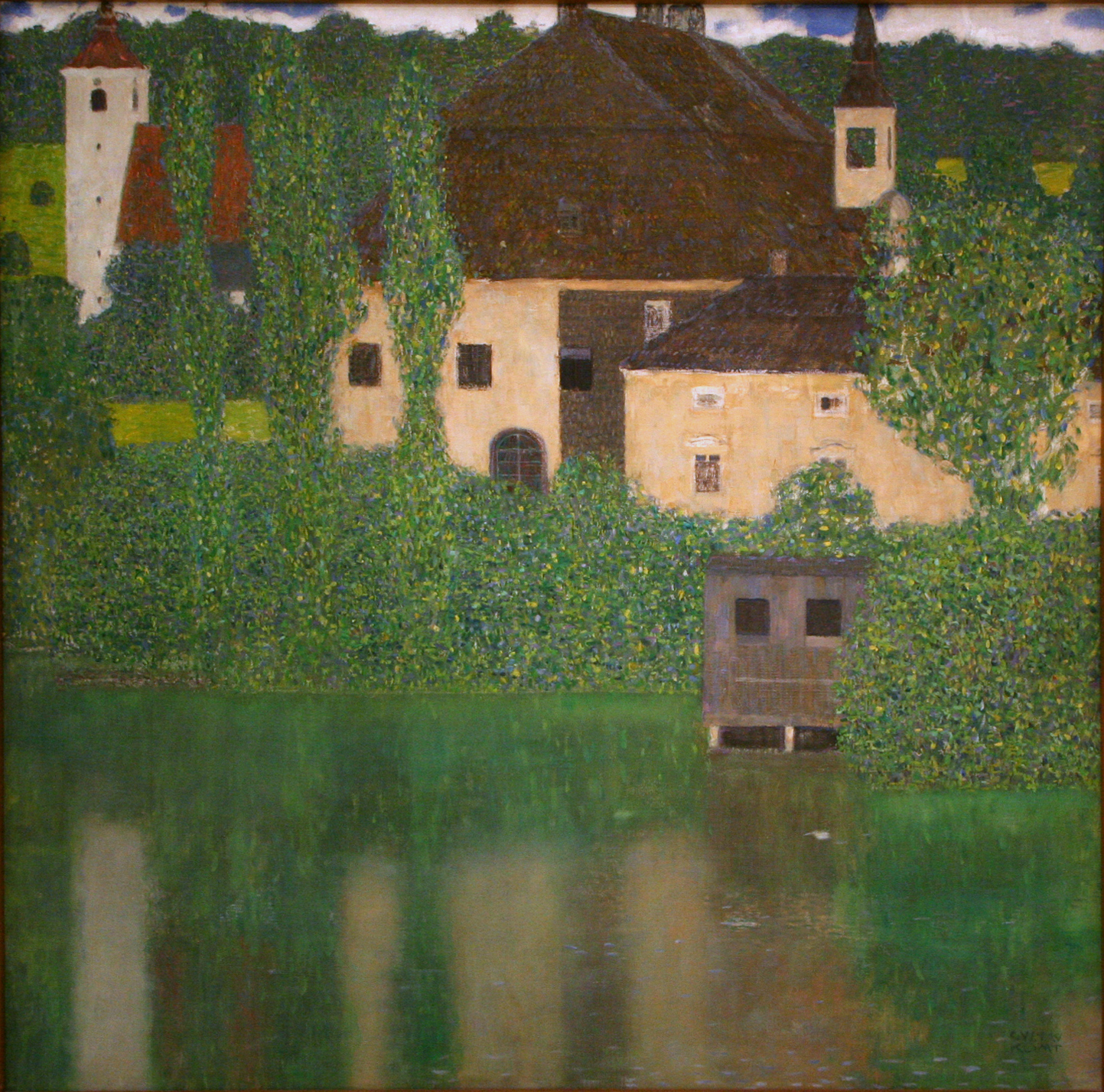
Kert képe (Národni Galerie, Prága)

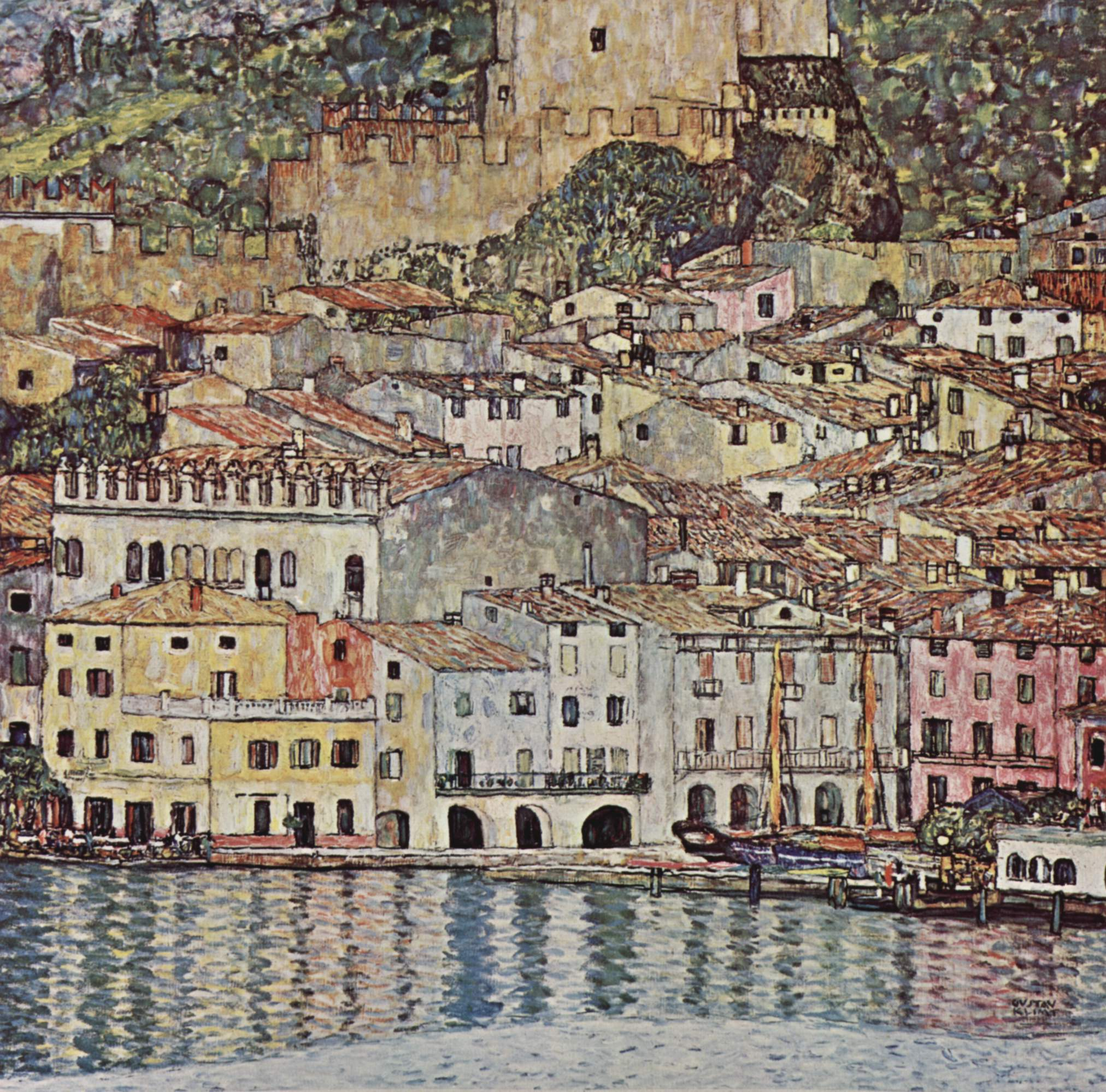
Malcesine a Garda-tó partján, 1913

1901 körül erdőképeket és párás vízfelületeket festett. Később 1905-től inkább a zárt kertek foglalkoztatták. A tájképek egész életén átívelnek. Tájképeiben mindig négyzet alakú vásznat használt. A jelenetet mindig felülnézetből mutatja be. A képek olyanok, mintha minden irányból továbbfejleszthetőek lennének. Jackson Pollock-i alakíthatóság ez. A kép így a végtelen egy darabja lesz. Technikája alapvetően pointillisztikus, de Klimtet nem a fény felbontása, hanem a dekoratív felületképzés ösztönözte. Hangulatuk misztikus és varázslatos. Embert sohasem ábrázol a tájban. Képei:
- Eső után (1899)
- Sziget az Atter-tavon (1901)
- Bükkerdő I. (1902)
- Nyírfaerdő (1903)
- Virágzó rét (1906)
- Parasztház nyírfákkal (1900)
- Falusi kert napraforgókkal (1905)
- Pipacsmező (1907)
- A kammeri kastély az Atter-tó partján (1908)
- A kammeri kastélypark fasora (1912)
- A park (1910)
- Almafa I. (1912)
- Almafa II. (1916)
- Falusi kert feszülettel (1911-1912)
- Kerti út tyúkokkal (1916)
- Parasztház Felső-Ausztriában (1911)
- Malcesine a Garda-tó partján (1913)
- Unterach az Atter-tó partján (1915)
- Templom Unterach-ban (1916)
- Unterach-i házak (1916)

### Portrék

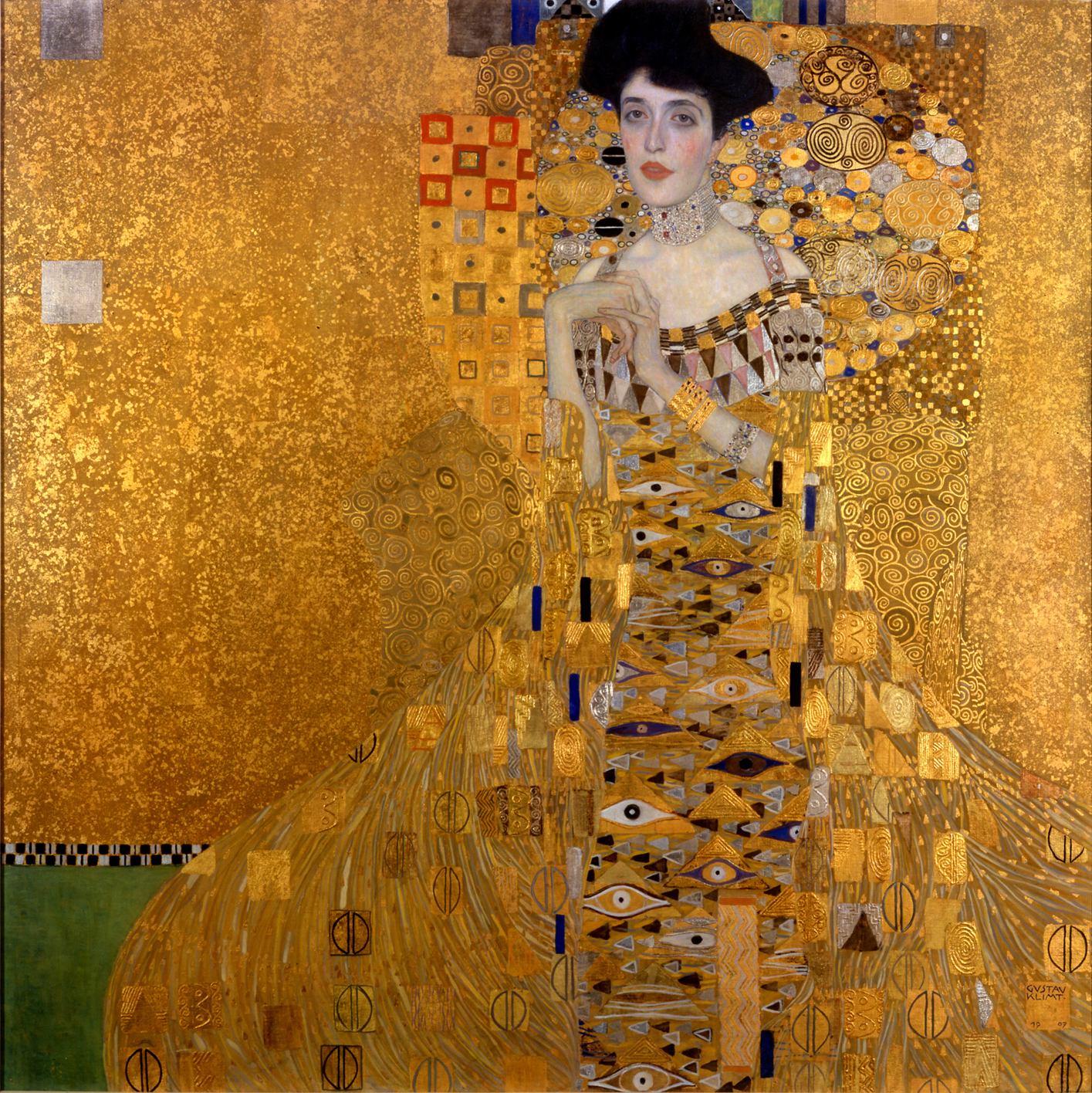
Adele Bloch-Bauer I.

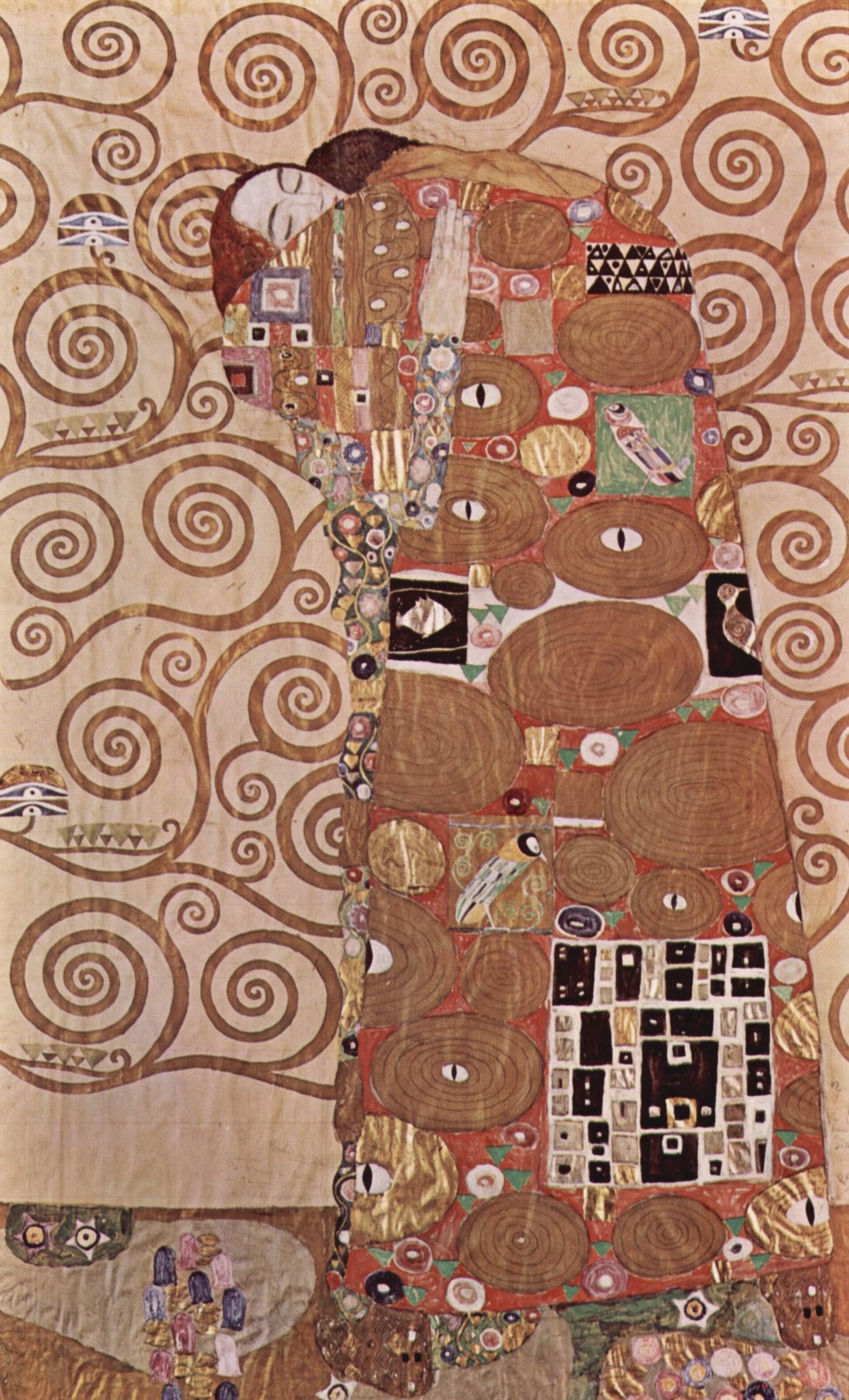
Az ölelés (1905–1909) (a brüsszeli Stoclet-ház étkezőjének fali frízéhez készített tervrajzainak egyik részlete)

Sokszor lelki problémákkal küszködő női figurákat jelenít meg. Az arany háttérbe szinte bele vannak préselve. Jobbára az elkényeztetett, kifinomult előkelő nagyvárosi réteg volt az, amellyel Gustav Klimt portréi révén kapcsolatba került. Legtöbbször a gúnyos vagy fásult, a szellemiek iránt közömbös dámát látjuk a képein, aki jelentősnek és elbűvölőnek szeretne tetszeni. Feltűnő a portrékon a határozott térkompozíció hiánya, kivételt képez Sonia Knips arcképe, ahol a nőalakot egy kert terébe komponálja. A többi portrén a helyszín térkijelölése helyett címerszerűen szerkeszti bele az alakot a képfelületbe: a különféle ornamens felületek mintegy a képháttérbe száműzik az ábrázoltakat, s e háttérből válik ki naturalisztikusan az arc és a kéz. Gyakori még az arcot erőteljesebben kiemelő ornamensforma, amely glóriához, koronához vagy fejdíszhez hasonlatosan fogja körbe. Az aurát erősíti egyebek között az alulnézet, amely megmagasítja az alakot. A portré így a méltóság egy formájává válik, s az ábrázoltakat ranggal ruházza fel. Ez néha a portré visszautasításához is vezetett. Ezek az arcképek mégsem annyira arcképek, mint inkább „jelmezek”, amelyek irreális szerepbe állítják az ábrázolt nőket. Királykisasszonyok ők, jobb és finomabb világokra valók. Művei:
- Hölgyportré (1894)
- Joseph Pembauer zongoraművész (1890)
- Josef Lewinsky, a színész (1895)
- Hölgy kandallónál (1897)
- Sonja Knips (1898): Klimt mint portréfestő kedvelt volt a nagypolgárság köreiben. A képen egy előkelő, intelligens hölgyet ábrázol. Belső téri atmoszféra lengi át, ám konkrétan nem jelez szobát vagy padlót. A nő egy könyvet tart a kezében.
- Serena Lederer (1899): A nő mint karcsú dáma jelenik meg, ám köztudott volt, hogy kövér volt. A kompozícióban Whistler hatását lehet felfedezni.
- Maria Henneberg (1901)
- Emilie Flőge (1902)
- Margaret Stonborough-Wittgenstein (1905)
- Adéle Bloch-Bauer I. (1907): Mozaikfestészeti stílus. Ikonba foglalt Madonna ő. A képen díszítőmotívumként megjelennek kettős-spirálok, melyek a mükénéi művészetből eredeztethetőek.
- Adéle Bloch-Bauer II. (1912): Kései képe. Váltani akart Klimt. Itt zaftosabb festői elemeket használ.
- Fritza Riedler (1906): Barátnője volt, aki egy divatüzletben dolgozott. Csak az arc és a kéz jelenik meg realisztikusan.
- Hölgy kalapban, tollas boával (1909)
- Méda Primavesi (1912)
- Eugénia Primavesi (1913-1914)
- Johanna Staude arcképe (1917)
- A táncosnő (1916)
- Női portré

Elkezd filozófiával foglalkozni. Azt kutatja, ami minden emberben közös. Természeti és biológiai közösséget fedez fel: születés, betegség, öregség, halál. Ezeket a fogalmakat női figurákként fogalmazza meg következő alkotásain:

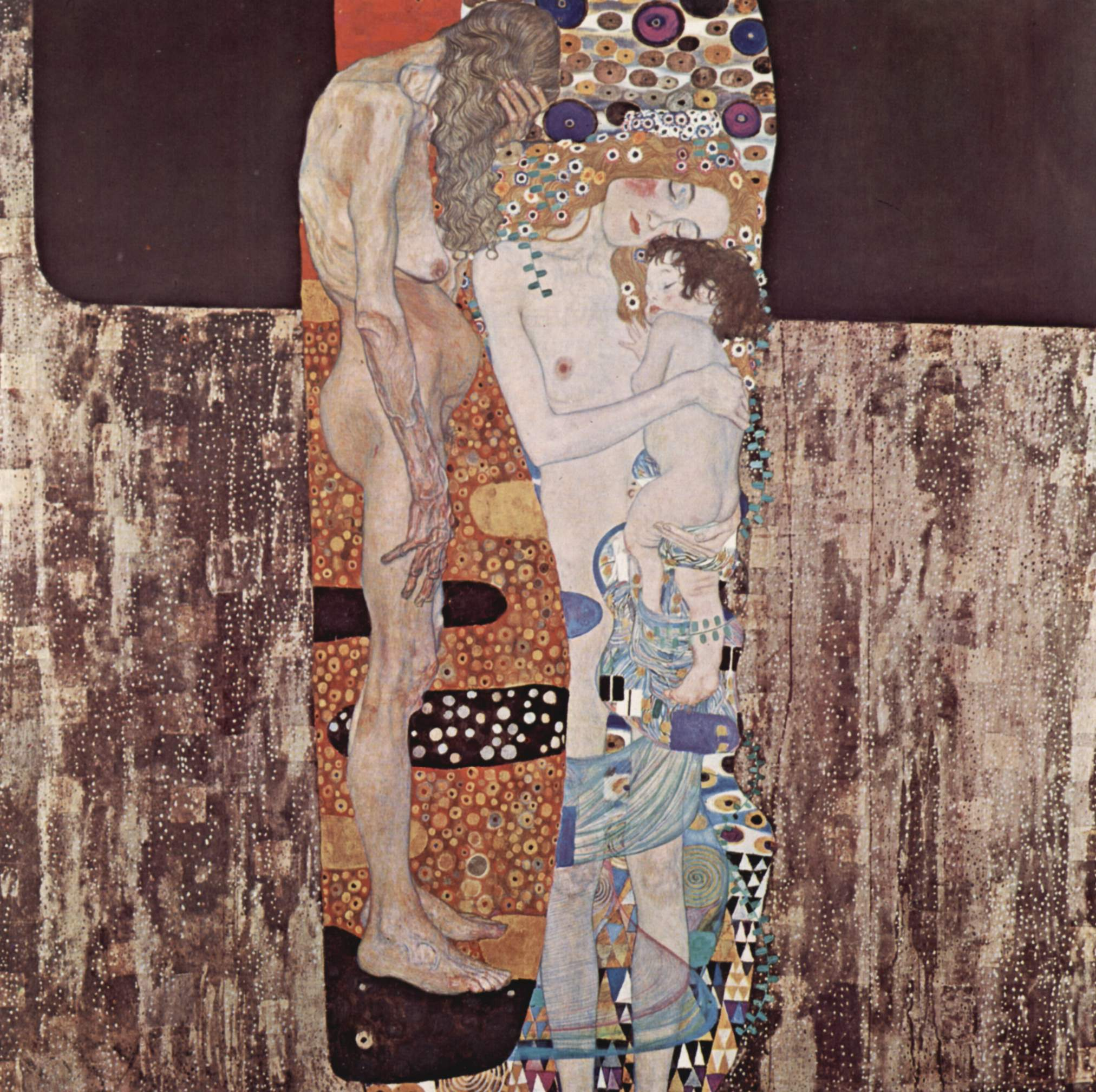
A három életkor, 1905

- A három életkor (1905): A középkor óta népszerű téma. Erős kontrasztokra épít. A női vágy elvágásával a felfelé emelkedés érzetét kelti. A háttér fekete, továbbá van egy víztől pusztuló fal, mely az absztrakt expresszionizmus előképeként is felfogható. Az öregasszony figurája felháborította az embereket. A háttérben rákos daganatok duzzadnak. A fiatal női figurára rátelepedik a kék lepel, mely a halált szimbolizálja.
- Remény I. (1903): Várandós nőt látunk. Körülötte a halál és betegség. A terhes test íve is ornamenssé válik. A kibontott vörös haj, amely Klimt számos képén kísérőjegye az erotikus, a fenyegető nőnek, itt is megjelenik, ám a szexuális sugárzást kioltja az ornamentalizálás.
- A terhes nő (Remény II.) (1907-1908): Még egyszer feldolgozza a terhes nő témáját, jelentősen megváltoztatva az ábrázolás eszközeit és a szimbolizálás formáját. Lemond a keskeny téglalap alakról és a négyzetet választja. A terhes nő itt szoborszerűen hat, s szorosan magához vonzotta allegorikus kíséretét: a halálfej közvetlenül terhes ölén ül, míg a női fejek alvó-imádkozó pózba dermedtek. A főalak tekintetét ezúttal elfordítja és teljesen magába mélyedt. De ami a fő, ez már nem aktkép.

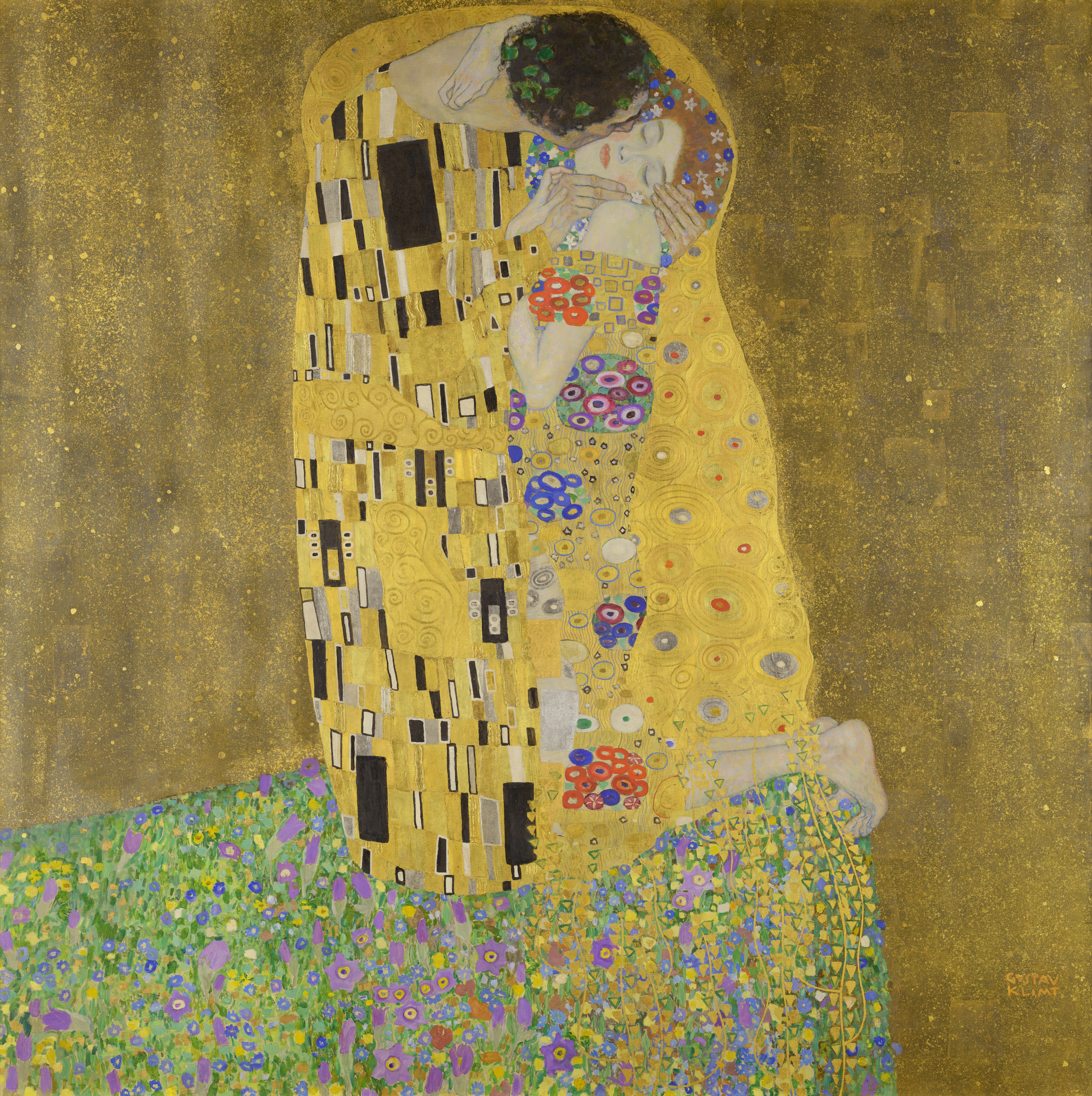
A csók, 1908

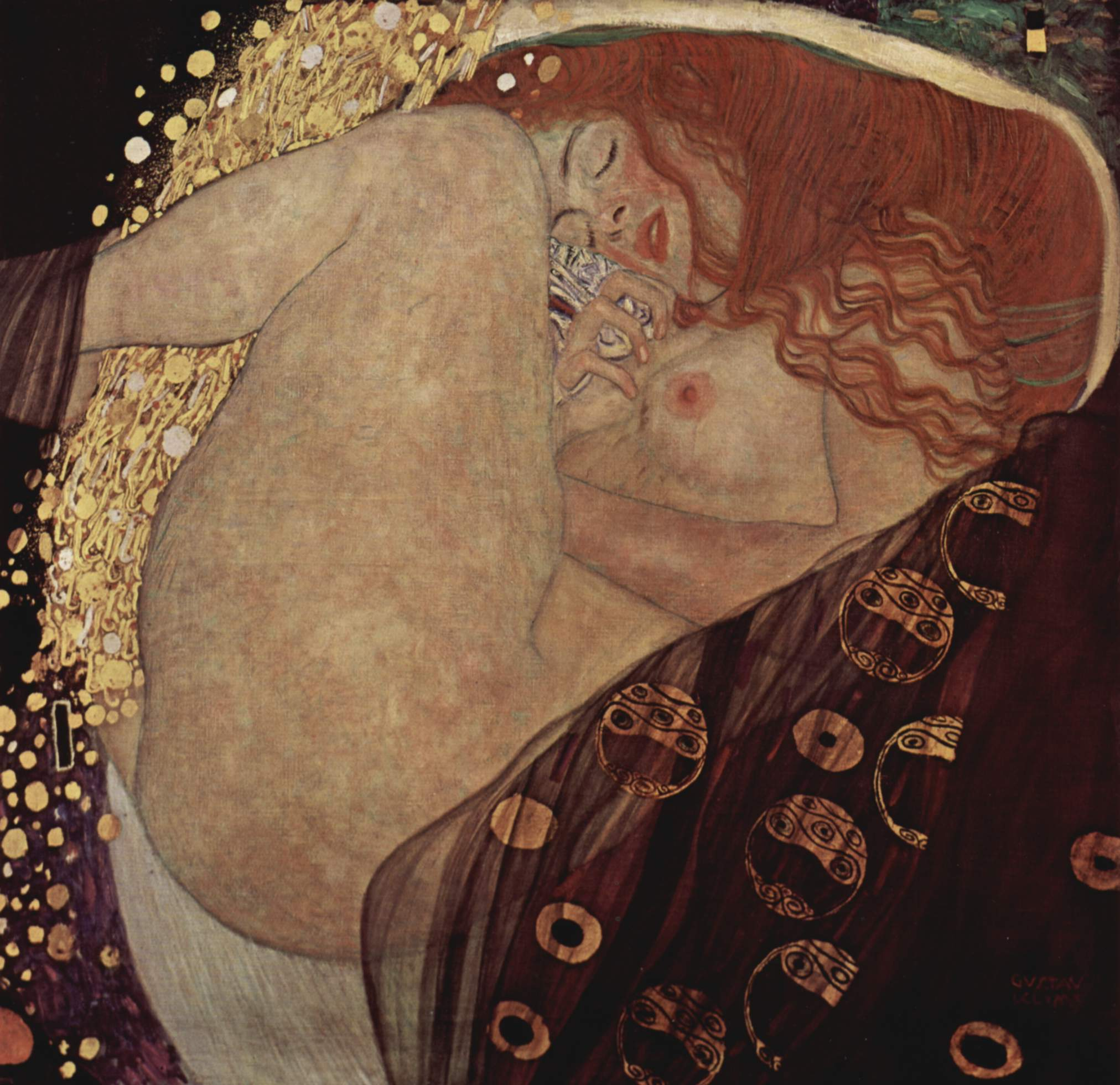
Danaé, 1907

- A csók (1908): Keletkezése Klimt arany-korszakának idejére esik, amikor a művész különösen sok aranyfestéket és valódi laparanyat használt képeihez. Az ekkor született alkotások népszerűsége az arany festészet-idegen anyagával függhet össze. Négyzetes kép. Nagy sikere volt, az állam meg is vette. A kép a szerelem oltárképe. A két figura szögletesen kapcsolódik össze. A nő térdel, a férfi olyan, mintha állna. A férfi feje úgy mered a nő feje felé, mint egy fallosz. A ruházaton fel lehet fedezni a női méhet és a férfi nemi szervét. Térbeli bizonytalanságba helyezi a párt, amit az is hangsúlyoz, hogy egy szakadék szélén állnak. A férfi ruhája szögletes mintákkal teli.
- Danaé (1907-1908): A női nemiség erősen hangsúlyozva van. Egy nőt látunk orgazmus közben. Vaskos combja van. Felfedezhető a „női test, mint az élet titka” c. toposz. A művészet története során a legnagyobb festők választották témául Danaé mítoszát, a lányét, akit Zeusz aranyeső képében tett magáévá. Klimt száműz a képről minden narratív és időleges elemet, s helyette a nemzést – amelyből a mítosz szerint Perzeusz született – ábrázolja időtlen pillanatként. Az attribútumok csak jelzésszerűen kaptak helyet. A kanyargó körvonalú forma és az ornamens mindenestül a kép erotikus töltését szolgálják. Az érosz ikonná lesz. Itt is álom és alvás keríti hatalmába a személyiséget, ezáltal lehetővé válik, hogy a nézőtől függetlenedve ábrázolja Danaét. Danaé a saját testén kívül száműzött minden egyéb szerelmi objektumot.
- Halál és élet I. (1908): A halállal szemben sodródó emberi figurák gúlákba állnak össze. Mellettük kék lepelben a halál alakja áll. A haláltánc művészettörténeti hagyományából táplálkozik. A magába záródó, összegömbölyödő embercsoportot feszültségteljes formai kompozícióba állítja szembe a halállal. A kompozíció két elemét sem gesztusok, sem mozdulatok, sem tekintetek nem kötik össze egymással. A feszültséget éppen a kommunikáció hiánya hozza létre, valamint a kép világos formai tagolása, amely jókora üres felületet hagy szabadon az alakok között.
- Halál és élet II. (1916): Az előzőhöz hasonló kompozíció.

### Kései képek
A kései képekben bizonyos mértékig az aranykorszak emberiségképeinek, a nagy ciklusoknak és allegóriáknak a folytatásait fedezhetjük fel: Klimtet megint az élet körforgása foglalkoztatta. Végképp elmarad minden utalás a társadalmi történésekre és intézményekre. Hiányzik minden ikonográfiai elem, ami az értelmezést segíthetné, és mert az alakok között sem fedezhető fel cselekménybeli kapcsolat, ezért nem egyszerű feladat megfejteni a képek üzenetét.
- A szűz (1913)

Élete utolsó korszakában burjánzó módon festi a nőket. Ezúttal eltűnt mindenféle irodalmiasság.
- Szerelmespár (1914)
- Maszturbáló nő I. (1916)
- Maszturbáló nő II. (1914)
- Gyermek (1917): A gyerek színes textíliákba bugyoláltan jelenik meg.
- A menyasszony (1917): A képnek általánosan körvonalazható a jelentése: az alakok egyfajta biológiai-természeti, erotizált állapotba olvadnak bele, amelyben nincs helye többé konfliktusoknak.
- Ádám és Éva  (1917–1918): A férfit olyan rejtekező alakként ábrázolja, akinek érzései nem láthatóak, s akinek minden cselekvési lehetősége megszűnt.